# (70936) Kámen
(70936) Kámen, désignation internationale (70936) Kamen, est un astéroïde de la ceinture principale.

## Description
(70936) Kamen est un astéroïde de la ceinture principale. Il fut découvert le 28 novembre 1999 à l'Observatoire Kleť par Jana Tichá et Miloš Tichý. Il présente une orbite caractérisée par un demi-grand axe de 2,75 UA, une excentricité de 0,09 et une inclinaison de 6,0° par rapport à l'écliptique.

## Compléments